# Paramesogammarus americanus
Paramesogammarus americanus är en kräftdjursart som beskrevs av Edward Lloyd Bousfield 1979. Paramesogammarus americanus ingår i släktet Paramesogammarus och familjen Mesogammaridae. Inga underarter finns listade i Catalogue of Life.